# LEO (ordinador)
L'ordinador LEO, també conegut com LEO I, va ser el primer ordinador comercial de la història. Aquest suposà un abans i un després en la història de la computació.
Fa més de 50 anys, en el 1951, LEO I (Lyons Electronic Office I), esdevení el primer ordinador de la història destinat als negocis.
Aquest fou dissent per Oliver Standingford i Raymond Thompson de J. Lyons & Company. No obstant, el seu predecessor és l'ordinador EDSAC, ideat i creat per la Universitat de Cambridge. Aquesta va permetre una "inspiració" en el disseny de LEO, a canvi de certa ajuda econòmica.
LEO I posà en funcionament la seva primera aplicació de negocis en 1951.

## Història

### Antecedents
L'origen d'aquest ordinador es remunta a la dècada dels anys 20, quan l'empresa alimentària britànica, J. Lyons & Co, va contractar a un jove graduat en el grau de matemàtiques per la Universitat de Cambridge, John Simmons. La feina pensada per a ell era supervisar l'organització dels processos comercials i la informació de gestió. El matemàtic va acomplir amb el seu treball i va establir una sèrie d'innovacions per modernitzar aquests procediments tradicionals que utilitzaven. Això fa que l'any 1932, l'empresa crees l'oficina de recerca de sistemes.
L'any 1932, l'empresa envià dos dels seus directius, Oliver Standingford i Raymond Thompson, als Estats Units per buscar nous mètodes de negoci després de la Segona Guerra Mundial. En aquell viatge van veure els primers ordinadors elèctrics, com l'ENIAC. Seguidament, van veure el potencial que aquests tenien per resoldre problemes de contabilitat o fer processos d'una forma automàtica més ràpida.

### Col·laboració amb EDSAC
Mentrestant, a la Universitat de Cambridge es desenvolupava d'un altre ordinador general, l'EDSAC. En tornar dels Estats Units, Standingdord i Thompson van visitar els informàtics Hartree i Wilkes a Cambridge. Aquests van quedar impressionats amb la seva experiència técnica i la seva visió. Hartree i Wilkes van explicar que EDSAC seria operatiu en deu o divuit mesos. No obstant, van dir que aquest període es podria reduir si tinguèssin més diners.
Standingford i Thompson van escriure a la junta de Lyons. Deien que la companyia havia d'adquirir o construir un ordinador per satisfer les seves necessitats de negoci. La junta arribà a l'acord de que, com a primer pas, Lyons donaria a Hartree i Wilkes 3.000 lliures pel finançament del projecte EDSAC. A més a més, se'ls proporcionaria els serveis d'un enginyer elèctric de Lyons, anomenat Ernest Lenaerts. EDSAC va estar llesta i fent servir el seu primer programa al maig del 1949.

### Creació de LEO
Després de la finalització amb èxit d'EDSAC, la junta de Lyons va començar la construcció de la seva pròpia màquina. Aquesta màquina seria basada en el disseny d'EDSAC. La màquina de Lyons es va batejar amb el nom de Lyons Electronic Office (LEO). Per recomanació de Wilkes, Lyons va reclutar John Pinkerton, un enginyer de radar i estudiant de recerca a Cambridge com a cap d'equip del projecte.
Lenaerts tornà a Lyons per traballar en el projecte, i Wilkes instruí l'enginyer Derek Hemy de Lyons, que s'encargaria d'escriure els programes per a LEO. El primer programari que van realitzar per fer la taxació d'una fleca. Aquesta fou inicialment executada com un programa de prova el 5 de desembre de 1951, i LEO es va fer càrrec dels càlculs de taxació de les fleques el 29 de novembre de 1951.

## Especificacions tècniques
La velocitat de rellotge de LEO I era de 500 kHz, trigant 1,5 ms per executar la majoria de les seves instruccions. Per ser útil com a aplicació professional havia de ser capaç de manejar un cert nombre de fluxos de dades, d'entrada i de sortida, simultàniament. El seu dissenyador, John Pinkerton, va dissenyar la màquina per tenir múltiples buffers d'entrada i sortida. En un primer moment, aquests van ser vinculats a les cintes perforades. Més tard, es van agregar altres dispositius com la cinta magnètica.
La seva ultrasònica memòria de línies de retard basada en tancs de mercuri, amb 2K (2048) 35-bits paraula, era quatre vegades més gran que la de EDSAC. L'anàlisi dels sistemes va ser dut a terme per David Caminer.

## Aplicacions i successors
L'empresa Lyons va usar LEO I inicialment per avaluar llocs de treball, però el seu paper va ser ampliat fins a incloure nòmines, inventaris, etc. Una de les seves primeres tasques va ser l'elaboració de comandes diàries que les botigues realitzaven i va ser utilitzat per calcular les necessitats de producció de cada dia, instruccions de muntatge, terminis de lliurament, factures, càlcul de costos i informes de gestió. Això, possiblement, va ser el primer exemple d'un sistema integrat de gestió de la informació a més d'un centre d'atenció telefònica informatitzat.
El projecte LEO també va ser un pioner en l'externalització. El 1956, Lyons va començar a portar els càlculs de les nòmines de l'empresa de Ford (Regne Unit) i altres amb la màquina LEO I. L'èxit que va obtenir va motivar a la companyia a dedicar una de les seves màquines LEO II a l'oficina de serveis. Més tard, el sistema es va fer servir per a càlculs científics. Met Office (Servei Meteorològic Nacional del Regne Unit) va treballar amb LEO I abans de comprar la seva pròpia ordinador, Ferranti Mercury.
El 1954, amb la decisió d'avançar amb LEO II i l'interès d'altres empreses comercials, Lyons va formar LEO Computers Ltd. La primera computadora LEO III va ser completada el 1961. Es tractava d'una màquina d'estat sòlid amb una memòria de nucli de ferrita. Estava micro-programada i era controlada per un sistema operatiu multitasca.
El 1963 LEO Computers Ltd es va fusionar amb English Electric Company i es va trencar l'equip que havia inspirat LEO Computers. English Electric Company va seguir construint LEO III, i van reeixir construir l'ordinador LEO més ràpid, el LEO 360, i models encara més ràpids que aquest, issenyats per l'equip LEO abans de l'adquisició.
Totes les computadores LEO III permetien execucions simultànies de fins a dotze programes a través del programa mestre del sistema operatiu. Alguns LEO III vancontinuar en ús comercial a British Telecom fins a 1981. Alguns usuaris recorden amb afecte els ordinadors LEO III i s'engrequen amb algunes de les seves peculiars característiques, com ara tenir un altaveu connectat a la unitat central de procés que permetia als operadors saber si un programa era un bucle pel so distintiu que emetia.